# Alto Gállego
O Alto Gállego (Alto Galligo em aragonês)) é uma comarca situada no norte de Aragão e que ocupa a totalidade do curso alto do rio Gállego. A capital administrativa é Sabiñánigo.

## Municípios
A comarca compreende os municípios de Biescas, Caldearenas, Hoz de Jaca, Panticosa, Sabiñánigo, Sallent de Gállego, Yebra de Basa e Yésero.

## Território e população
| Nº | Município          | Extensão (km²) | % do total | Habitantes (2008) | % do total | Altitude (metros) | Aldeias |
| -- | ------------------ | -------------- | ---------- | ----------------- | ---------- | ----------------- | --- |
| 1  | Biescas            | 189,1          | 13,9       | 1.712             | 11,8       | 860               | Aso de Sobremonte, Barbenuta, Betés de Sobremonte, Escuer, Espierre, Gavín, Javierre del Obispo, Oliván, Oros Alto, Oros Bajo, Piedrafita de Jaca, Yosa de Sobremonte. |
| 2  | Caldearenas        | 192,3          | 14,1       | 230               | 1,6        | 650               | Anzánigo, Aquilué, Estallo, Javierrelatre, Latre, San Vicente, Serué, Sieso de Jaca. |
| 3  | Hoz de Jaca        | 12,5           | 0,9        | 72                | 0,5        | 1.272             | |
| 4  | Panticosa          | 95,9           | 7,1        | 837               | 5,7        | 1.185             | Baños de Panticosa, El Pueyo de Jaca |
| 5  | Sabiñánigo         | 586,8          | 43,2       | 10.112            | 69,4       | 780               | Abenilla, Acumuer, Aineto, Allué, Arguisal, Arraso, Arto, Artosilla, Aurín, Bara, Barangua, Belarra, Bentué de Nocito, Borrés, Camparés, Cantirana, Castiello de Guarga, Ceresola, El Puente de Sabiñánigo, Gesera, Gillué, Grasa, Hostal de Ipiés, Ibort, Ipiés, Isún de Basa, Laguarta, Lanave, Larrede, Larrés, Lasaosa, Lasieso, Latas, Layés, Molino de Villobas, Ordovés, Orna de Gállego, Osán, Pardinilla, Rapún, San Esteban de Guarga, San Román de Basa, Sardas, Sasal, Satué, Senegüé, Solanilla, Sorripas, Used, Yéspola. |
| 6  | Sallent de Gállego | 162,1          | 11,9       | 1.376             | 9,4        | 1.305             | Escarrilla, Formigal, Frontera del Portalet, Lanuza, Sandiniés, Tramacastilla de Tena. |
| 7  | Yebra de Basa      | 90,9           | 6,7        | 154               | 1,1        | 1.060             | Fanlillo, Orús, San Julián de Basa, Sobás. |
| 8  | Yésero             | 30,2           | 2,2        | 77                | 0,5        | 1.132             | |
| #  | Alto Gállego       | 1.359,8        | 100,0      | 14.570            | 100,0      | -                 | |